# سبب‌شناسی
سبب‌شناسی یا اتیولوژی (به انگلیسی: Aetiological) به معنای شناخت علت یا علل پدیده‌ها است.
این کلمه از واژه یونانی αἰτιολογία (aitiología) «دلیل دادن برای» (αἰτία، aitía، «علت»؛ و -λογία،logía) گرفته شده‌است. سبب‌شناسی در پزشکی به معنی شناخت علل بیماری‌ها است.
این کلمه معمولاً در پزشکی (مربوط به علل بیماری) و در فلسفه، اما همچنین در فیزیک، روانشناسی، حکومت، جغرافیا، تجزیه و تحلیل فضایی، الهیات و زیست‌شناسی برای اشاره به علل یا منشأ پدیده‌های مختلف استفاده می‌شود. در گذشته، هنگامی که بسیاری از پدیده‌های فیزیکی به خوبی درک نمی‌شدند یا زمانی که تاریخ‌ها ثبت نمی‌شد، اسطوره‌ها اغلب به وجود می‌آمدند تا علت‌شناسی را ارائه کنند؛ بنابراین، اسطوره علت‌شناختی یا اسطوره منشأ، اسطوره‌ای است که به وجود آمده، در طول زمان گفته شده یا برای توضیح منشأ پدیده‌های اجتماعی یا طبیعی مختلف نوشته شده‌است. به عنوان مثال، انه‌اید یک اسطوره ملی است که برای توضیح و تجلیل خاستگاه امپراتوری روم نوشته شده‌است.